# Edward Leemans
Edward „Ward” Leemans (ur. 26 kwietnia 1926 w Hoboken, zm. 2 sierpnia 1998 w Arlon) – belgijski i flamandzki polityk, socjolog i nauczyciel akademicki, parlamentarzysta, w latach 1980–1987 przewodniczący Senatu.

## Życiorys
W 1953 ukończył nauki społeczne i polityczne na Katolickim Uniwersytecie w Lowanium, doktoryzował się na tej uczelni w 1957. Pracował w dziale badawczym konfederacji chrześcijańskich związków zawodowych ACV, a także jako nauczyciel akademicki na Katolickim Uniwersytecie w Nijmegen, na którym kierował instytutem socjologii. W 1964 objął profesurę na macierzystej uczelni w Lowanium. Kierował na tym uniwersytecie instytutem badawczym HIVA. W 1966 został komisarzem generalnym uczelni i przewodniczącym komisji, która przygotowała jej podział na uniwersytet niderlandzkojęzyczny i francuskojęzyczny. Od 1968 do 1972 pełnił funkcję komisarza generalnego wydzielonej uczelni KU Leuven.
Zaangażował się także w działalność polityczną w ramach Chrześcijańskiej Partii Ludowej. Od 1973 zasiadał w Cultuurraad, a od 1980 do 1981 w nowo powołanej Radzie Flamandzkiej. W latach 1973–1991 był członkiem belgijskiego Senatu. W 1975 objął funkcję przewodniczącego senackiej frakcji chadeckiej. Od marca 1980 do listopada 1987 sprawował urząd przewodniczącego wyższej izby federalnego parlamentu. W 1983 wyróżniony tytułem ministra stanu.